# Месић
Месић (рум. Mesici, мађ. Meszesfalva) је насеље у Србији у граду Вршац у Јужнобанатском округу. Према попису из 2022. било је 186 становника.
Село је познато по истоименом манастиру, који је смештен на улазу у село из правца Вршца.
Од 1952. године манастир Месић је постао женски, када је на његово чело именована игуманија Теодора Милошевић. Од тада је манастир оправљен, доведен у сваком погледу у ред и под женском руком, може се слободно рећи "процветао".

## Прњавор Месић
Месићско насеље помиње се први пут у последњој деценији 17. века (1690—1700) 1713. године имало је 7 кућа. После 1716. године је напуштено. 1743. године били су становници Месића Срби . Они су били манастирски поданици, као и Малосредиштани, и чинили су прњавор, насеље на манастирском земљишту.
После 1743. године населило је манастирско братство Румуне у близини манастира, који су обрађивали манастирску земљу. Срби су се тада одселили у Вршац, где се и сада у Чукур-мали, има породица са презименима „ Месицки“.
Године 1782. уступила је комора без лицитације, по процени, месићско пољско добро манастиру за 6.791 форинти и 10 круна. Тада манастир од српског црквеног фонда добио зајам од 2.000 форинти. Године 1880. подигао је земунски трговац Бајић камени крст у Месићу. 1832. пописано је 640 румунских становника.
Помињу се 1801. године као купци српске књиге из Месића: Паун Папоје кнез, Јован Поповић "кмет" и учитељ Недељко Траиловић. У прњавору Месићу је 1824. године био на служби ђакон Михаил Крашован.
Архимандрит месићки Јовановић Шакабента по преузимању дужности настојатеља око 1830. године, уз помоћ намесника Гедеона Живановића је увео ред и унапредио економију манастирску. Али на почетку, по пријему старешинског "жезла", дочекали су га велики проблеми: трошна, склона паду манастирска здања, 8000 ф. дуга, "алодијале" (наследна добра) испражњене и без икаквог кућног "домазлука" (кућевне марве). Све је то доведено у ред, дугови исплаћени, "алодијале" оспособљене за приходе, домазлук наплођен, оправљена "Мајурска" здања и две модерне "гостилнице" саграђене. Било је то "златно време" месићког мушког општежитељног манастира.
Румуни су поднели тужбу мађарској Курији у Будимпешти тражећи да им Срби предају три манастира међу којима и Месић. Из те тужбе се види ситуација у манастирском прњавору. По подацима из 1905. године коју је румунска страна предала суду уз тужбу, манастир Месић је имао земљу у атару општине Месић. Било је то 1416 ј 1240 кв хв. Такође је у прњавору Месићу, имао је манастир неколико "својих" "контрактуалних кућа", бројеви 3, 4, 5, 6, 7, 8, и 9 али које су се водиле на приватне власнике. На њих није тако ни имао манастир права, па ни прихода. Општина Месић је била по карактеру румунска, са 762 Румуна становника, па је због тога то румунска црквена општина која припада Карансебешкој православној румунској епархији. Својом пресудом 1906. године мађарска Курија у Будимпешти је одбацила румунску тужбу, а ови су још били дужни да плате трошкове суђења.
За време преврата, 4. новембра 1918. године манастир је био опљачкан од стране Румуна прњавораца села Месића. Калуђери су се склонили, док су четири дана и четири ноћи разуларени сељаци, пустошили и скрнавили светињу. Истрага по том разбојништву никад није завршена, нити су кривци кажњени. Манастир се вратио у достојанствено стање, под управом старешине Владимира Димитријевића (1908-1923).

-
Одлуком министарства унутрашњих дела Краљевине Југославије, спојене су 1937. године, мале сеоске општине Месић, Сочица и Јабланка у јединствену општину. Она се од тад зове Општина Јабланска, са седиштем у Јабланци.

## Манастир Месић
По једној верзији, 1225. године монах светогорског манастира Хилендара Арсеније "Сремац" Богдановић, потоњи наследник Св. Саве на трону српских архиепископа, основао је манастир Месић. Монах Арсеније Богдановић био је родом из Србије, а за игумана га је Св. Сава рукоположио и изаслао да оснује манастир Месић.
На основу једног званичног извештаја, пак, из 1751. манастир Месић су основали између 1493-1502. године деспот Јован Бранковић и његов брат — епископ Максим (Ђорђе) – умро 1502. — који је манастир Месић обдарили са непокретним имањем. Манастирска црква посвећена Светом Јовану Крститељу, што је јединствен случај међу српским манастирима.
Године 1690-1712. становао је у манастиру вршачки епископ. Манастир разрушили су Турци 1716. г. Нешто после тога дошао је Мојсије Стефановић, јеромонах из Крушедола са три калуђера а и опет су подигли манастир. Године 1743. отишао Мојсије у Русију да купи милодаре. Из Русије је донео собом и црквене књиге, слике, сребрни путир и црквене барјаке, као и диплому царице Јелисавете, којом је манастиру Месићу одредила годишњу помоћ од 300 рубаља.
Ту диплому узео је једном вршачки владика и више је није вратио манастиру. А 1751. била су у манастиру два калуђера са игуманом Атанасијем. Они су имали мало земље и живели сиромашно. У прњавору је било само 15 влашких домова, који су цару плаћали порез, али су у манастиру радили само један дан годишње.
Године 1774. предлагано је да се манастир Месић умањи. Унапређен је 1776. игуман за архимандрита. Изабран је за првог архимандрита Јован Фелдвари-Јовановић (1777-1785). Године 1777. године пренета је покретна имовина угашених манастира Шемљуга и Средишта у манастир Месић. Током аустријско-турског рата 1788. године разрушили су опет Турци манастир. Решили су 3. децембра 1792. године, калуђери са архимандритом Мојсијем Василијевићем (1788-1793) да изнова подигну ту светињу. Поправка спољашња и унутрашња светог храма и дозиђавање новог конака, текли су између 1793-1798. године. Радило се о трошку православних верника и помоћу вршачког епископа Јосифа Јовановића Шакабенте. Током радова слојем малтера и обојеног креча, прекривен је средњевековни зидни живопис из времана ктитора Јована Бранковића. Спољашни део храма - кубе и кровна конструкција обновљени су у молдавском стилу, на штету старог српско-византијског стила. На западном делу порушеног храма сазидана је припрата са барокним торњем и звоником. Садашњи конак рађен у неокласицистичком стилу никао је између 1840-1846. године, што се види записано на челу трема. Иконе на иконостасу су из 1841. године.
У дугој борби да манастир сачува имовину, нарочито се истакао се 1797. године архимандрит Викентије Љуштина (1796-1805). То је био један од најученијих месићких настојатеља. Написао је малу књижицу "Кратка историја манастира Месића", и стручно дело "Граматика италијанског језика".
Када су се Румуни 1868. године одвојили од Срба, остали су Месић и остали манастири у српским рукама. Румуни су тражили три манастира за себе међу њима и Месић, али је српски народноцрквени сабор решио 1879. године да се ни један српски манастир не уступи Румунима. Мађарски суд у Будимпешти је одбацио румунску тужбу против Срба. Најезда инсекта "сушибубе" (филоксере) је 1889-1890. године уништила 200 јутара манастирског винограда, који је дотад давао главнину прихода. На Велику суботу 1892. године земљотрес је оштетио храм (пукао је целом дужином свод) и монашке ћелије. 1904. године покренула је сибињска румунска митрополија парницу против српских манастира, којом је тражила три манастира, али је парницу 1909. године изгубила. Током Првог светског рата на други дан Ускрса 24. априла 1916. године изгорео је црквени торањ а звона отпала.

### Братство
Калуђерско братство манастира Месића управљало је духовним животом верних и подмиривало верске потребе православног становништва у селу Месићу, као и у селима Сочици и Јабланки. Године 1768. било је у манастиру осам калуђера, А већ 1784. девет, 1848. шест.
По државном шематизму православног клира у Угарској из 1846. године, манастирско братство месићко чинили су: архимандрит Арсеније Јовановић Шакабента (1829-1846), Гедеон Живановић, затим јеромонаси - Христифор Станковић и Амброзије Јанковић, те ђакони - Герасим Скитор и Гедеон Младеновић.

## Демографија
Средином 19. века манaстирски прњавор Месић има мало становника. Између два црквена пописа, 1847. и 1867. године њихов број опада: са 100 на 85 душа. У насељу Месић живи 175 пунолетних становника, а просечна старост становништва износи 42,5 година (41,1 код мушкараца и 43,8 код жена). У насељу има 73 домаћинства, а просечан број чланова по домаћинству је 3,00.
Ово насеље је углавном насељено Румунима (према попису из 2002. године), а у последња три пописа, примећен је пад у броју становника.
|  |

| Демографија | Демографија | Демографија |
| Година      | Становника  | Становника  |
| ----------- | ----------- | ----------- |
| 1948.       | 490         |             |
| 1953.       | 477         |             |
| 1961.       | 470         |             |
| 1971.       | 431         |             |
| 1981.       | 392         |             |
| 1991.       | 347         | 274         |
| 2002.       | 227         | 295         |

| Етнички састав према попису из 2002.‍ | Етнички састав према попису из 2002.‍ | Етнички састав према попису из 2002.‍ | Етнички састав према попису из 2002.‍ | Етнички састав према попису из 2002.‍ |
| ------------------------------------ | ------------------------------------ | ------------------------------------ | ------------------------------------ | ------------------------------------ |
|                                      |                                      |                                      |                                      |                                      |
| Румуни                               | Румуни                               |                                      | 198                                  | 87,22%                               |
| Срби                                 | Срби                                 |                                      | 19                                   | 8,37%                                |
| Словаци                              | Словаци                              |                                      | 2                                    | 0,88%                                |
| Југословени                          | Југословени                          |                                      | 2                                    | 0,88%                                |
| Мађари                               | Мађари                               |                                      | 1                                    | 0,44%                                |
| Македонци                            | Македонци                            |                                      | 1                                    | 0,44%                                |
| непознато                            | непознато                            |                                      | 0                                    | 0,0%                                 |

| Година пописа     | 1948. | 1953. | 1961. | 1971. | 1981. | 1991. | 2002. |
| ----------------- | ----- | ----- | ----- | ----- | ----- | ----- | ----- |
| Број домаћинстава | 143   | 135   | 129   | 117   | 114   | 92    | 73    |

| Број чланова      | 1  | 2  | 3 | 4  | 5 | 6 | 7 | 8 | 9 | 10 и више | Просек |
| ----------------- | -- | -- | - | -- | - | - | - | - | - | --------- | ------ |
| Број домаћинстава | 14 | 24 | 6 | 16 | 4 | 8 | 1 | 0 | 0 | 0         | 3,00   |

| Пол    | Укупно | Неожењен/Неудата | Ожењен/Удата | Удовац/Удовица | Разведен/Разведена | Непознато |
| ------ | ------ | ---------------- | ------------ | -------------- | ------------------ | --------- |
| Мушки  | 87     | 18               | 61           | 7              | 1                  | 0         |
| Женски | 102    | 14               | 59           | 19             | 4                  | 6         |
| УКУПНО | 189    | 32               | 120          | 26             | 5                  | 6         |

| Пол    | Укупно                    | Пољопривреда, лов и шумарство | Рибарство                            | Вађење руде и камена | Прерађивачка индустрија       |
| ------ | ------------------------- | ----------------------------- | ------------------------------------ | -------------------- | ----------------------------- |
| Мушки  | 53                        | 47                            | 0                                    | 0                    | 1                             |
| Женски | 30                        | 26                            | 0                                    | 0                    | 1                             |
| УКУПНО | 83                        | 73                            | 0                                    | 0                    | 2                             |
| Пол    | Производња и снабдевање   | Грађевинарство                | Трговина                             | Хотели и ресторани   | Саобраћај, складиштење и везе |
| Мушки  | 0                         | 0                             | 0                                    | 0                    | 0                             |
| Женски | 0                         | 0                             | 0                                    | 0                    | 0                             |
| УКУПНО | 0                         | 0                             | 0                                    | 0                    | 0                             |
| Пол    | Финансијско посредовање   | Некретнине                    | Државна управа и одбрана             | Образовање           | Здравствени и социјални рад   |
| Мушки  | 0                         | 0                             | 1                                    | 2                    | 0                             |
| Женски | 0                         | 0                             | 2                                    | 1                    | 0                             |
| УКУПНО | 0                         | 0                             | 3                                    | 3                    | 0                             |
| Пол    | Остале услужне активности | Приватна домаћинства          | Екстериторијалне организације и тела | Непознато            | Непознато                     |
| Мушки  | 1                         | 0                             | 0                                    | 1                    | 1                             |
| Женски | 0                         | 0                             | 0                                    | 0                    | 0                             |
| УКУПНО | 1                         | 0                             | 0                                    | 1                    | 1                             |